# Notaeolidia
Notaeolidia is een geslacht van weekdieren uit de klasse van de Gastropoda (slakken).

## Soorten
- Notaeolidia depressa Eliot, 1905
- Notaeolidia gigas Eliot, 1905
- Notaeolidia schmekelae Wägele, 1990